# Centre d'analyse, de prévision et de stratégie
Pour les articles homonymes, voir CAPS.
Le Centre d’analyse, de prévision et de stratégie (CAPS), anciennement connu sous le nom de Centre d'analyse et de prévision (CAP) jusqu'en 2009 et brièvement direction de la Prospective entre 2009 et 2012, est un groupe de réflexion du ministère des Affaires étrangères français, chargé de mener des missions d'analyse de l’environnement international, de faire des recommandations stratégiques et d'assurer une présence française dans les cercles de réflexion et de débat européens et internationaux. Il est l'équivalent du Policy Planning Staff du département d'État des États-Unis.
Depuis juillet 2019, son directeur est le diplomate Manuel Lafont Rapnouil, nommé par le ministre Jean-Yves le Drian.

## Historique
Le Centre d'analyse et de prévision (CAP) est mis en place en juillet 1973 par le ministre des Affaires étrangères Michel Jobert, sa direction étant confiée à Thierry de Montbrial, assisté par Jean-Louis Gergorin. Son existence n'est toutefois officialisée que le 18 mai 1974. Jobert et Montbrial souhaitent mettre en place un organe au sein de l'administration dont la compétence expresse soit la réflexion critique quant aux engagements de la France dans la politique internationale sur le long terme. 
L'arrêté qui l'établit fait état de sa mission comme étant de « contribuer à la préparation des décisions en matière de politique étrangère » en « procédant à l’analyse de problèmes internationaux d’actualité » et en « conduisant des études prévisionnelles sur l’évolution à moyen et long termes des relations internationales ».
Afin de proposer des analyses divergentes, le Centre accueille comme chargés de mission ou recrute comme consultants permanents des universitaires et des journalistes, comme Olivier Roy, Jean-Christophe Victor, François Godement ou Jean-Baptiste Jeangène-Vilmer. Parmi les diplomates qui y ont aussi été recrutés, on peut citer Gérard Araud, Pierre Buhler, Claude Martin ou Dominique de Villepin et Catherine Colonna, tous les deux devenus plus tard ministres des Affaires étrangères..

## Rôle
Le CAPS est chargé de trois fonctions principales :
- L'analyse des évolutions de la situation internationale et des problèmes qui pèsent sur elle dans les moyen et long termes, notamment les questions économiques, religieuses et démographiques. Cette analyse doit être conduite avec une approche combinant diverses sciences sociales (économie, stratégie militaire, géographie, science politique, histoire) et prospective ;
- La recommandation au ministre des actions qu'il juge nécessaire de prendre en gardant à l'esprit le développement sur plusieurs années de la situation internationale ;
- L'animation des échanges et le maintien d'une certaine fluidité entre les milieux diplomatiques et de la recherche. Ses chargés de mission travaillent en lien étroit avec les think tanks français ou implantés en France  - comme l'Institut français des relations internationales (d'ailleurs fondé par Thierry de Montbrial à son départ du CAP, en 1979), l'Institut de relations internationales et stratégiques, le Centre d'études et de recherches internationales de l'Institut d'études politiques de Paris et plus récemment, l'Institut Montaigne, le European Council on Foreign Relations, l'Institut du développement durable et des relations internationales ou encore le German Marshall Fund - et étrangers, et plus largement avec les différents milieux de l'expertise (universitaires, praticiens, etc.). Le CAPS contribue par ailleurs au soutien des think tanks et de la recherche française dans le domaine des relations internationales[5] et s'assure de la présence française dans le débat international.

En dépit de sa petite taille, le CAPS a acquis depuis sa création une certaine réputation et est considéré comme étant une pépinière de jeunes intellectuels et diplomates. 

## Programme d'invitation des personnalités d'avenir
Outre son rôle de think tank interne du ministère, le CAPS est aussi chargé du Programme d'invitation des personnalités d'avenir (PIPA) du ministère des Affaires étrangères. Le PIPA reçoit chaque année une environ 75 jeunes élus, universitaires ou entrepreneurs de moins de 45 ans. Depuis sa création en1989, il a  reçu plus de 2 000 invités de plus de 150 pays différents. Il cherche à présenter aux personnalités sélectionnées une image fidèle de la France contemporaine et à établir avec eux des liens durables.
Le Programme organise aussi des visites de groupes, pour des assistants parlementaires du Congrès américain (Chambre des représentants et Sénat) , ou des personnalités impliquées en faveur du droit des femmes et de l'égalité de genre.
Parmi les invités du PIPA, on peut citer:
- Ahmad Massoud (Afghanistan, 2021), directeur général de la Fondation Massoud et fils du commandant Ahmed Chah Massoud[9];
- Hina Lotia (Pakistan, 2019), directrice de programmes pour l'ONG environnementale LEAD, et 2000e invitée du programme[10];
- Sékou Koundouno (Guinée, 2018), président de la plateforme Balai Citoyen[11];
- Edith Brou (Côte d'Ivoire, 2017), web entrepreneure[12];
- Enrico Letta (Italie, date inconnue), responsable politique, par la suite premier ministre italien[13];
- Shirin Ebadi (Iran, date inconnue), avocate, par la suite prix Nobel de la paix[14];
- Anna Lindh (Suède, 1989), par la suite ministre des Affaires étrangères de la Suède[6].

## Publications
En 2018, le CAPS publie (en partenariat avec l'IRSEM), un rapport consacré aux manipulations de l’information à des fins d’ingérence, définies comme cumulant trois critères : une campagne coordonnée, des nouvelles fausses ou sciemment déformées, et une intention politique de nuire.

## Indépendance
Le CAPS trouve son originalité dans la diversité de son équipe, composée de diplomates de carrière, d'universitaires, de journalistes, mais aussi d'agents d'autres ministères, venus le plus souvent de Bercy ou du ministère de la Défense. Sa spécificité réside aussi dans sa façon de traiter des problèmes : il utilise pour analyser les situations des données émanant non seulement des circuits diplomatiques conventionnels mais aussi des universités, think tanks ou services spécialisés en France et ailleurs, ou encore des ONG et d'autres formes d'expertise. Il dispose aussi des ressources nécessaires pour demander des analyses expertes de sources externes à l'administration.
Ceci en fait une source d'analyses indépendantes et parfois mêmes critiques vis-à-vis des politiques de l'administration. Trois notes du CAPS en ce sens sont par exemple citées dans le rapport de la Commission Duclert sur La France, le Rwanda et le génocide des Tutsi (1990-1994), notes réalisées par deux consultants permanents: Jean-François Bayart et Roland Marchal. 
Sa mission est encore de proposer des alternatives et des nouvelles idées au gouvernement en place. 
Le CAPS dispose également d'une certaine liberté d'expression en dehors de l'administration, et il n'est pas rare que ses agents publient ou prennent part à des conférences et colloques, voire qu'il publie des rapports publics comme celui sur Les manipulations de l'information réalisé en 2018 avec l'IRSEM. Certains des articles de son bulletin interne, Les Carnets du CAPS, sont mis en ligne sur le site du ministère, avec la mention que ces travaux "ne sauraient être considérés comme une position officielle".

## Directeurs
Douze responsables, issus des milieux universitaires ou plus rarement diplomatiques, ont dirigé le Centre depuis sa création :
- Thierry de Montbrial (1974-1978)
- Jean-Louis Gergorin (1979-1984)
- Philippe Coste (1984-1989)
- Jean-Marie Guéhenno (1989-1993)
- Bruno Racine (1993-1995)
- Gilles Andréani (1995-1999 et 2002-2004)
- Michel Foucher (1999-2002)
- Pierre Lévy (2005-2010)
- Marie Mendras (2010)
- Joseph Maïla (2010-2013)
- Justin Vaïsse (2013-2019)
- Manuel Lafont Rapnouil (depuis 2019)